# Dhenkanal (Distrikt)
Der Distrikt Dhenkanal (Oriya ଢେଙ୍କାନାଳ ଜିଲ୍ଲା Ḍhēṅkānāḷa Jillā) befindet sich im indischen Bundesstaat Odisha.
Verwaltungssitz ist die namensgebende Stadt Dhenkanal.

## Lage
Der Distrikt erstreckt sich über eine Fläche von 4452 km² am Mittellauf des Flusses Brahmani am Rande der Ostghats.

## Einwohner
Beim Zensus 2011 betrug die Einwohnerzahl 1.192.811. Das Geschlechterverhältnis lag bei 947 Frauen auf 1000 Männer.
Die Alphabetisierungsrate belief sich auf 78,76 % (86,18 % bei Männern, 71 % bei Frauen).

## Verwaltungsgliederung
Der Distrikt besteht aus 3 Sub-Divisionen: Dhenkanal, Hindol und Kamakhyanagar.
Zur Dezentralisierung der Verwaltung ist der Distrikt in 8 Blöcke unterteilt:
- Bhuban
- Dhenkanal
- Gondia
- Hindol
- Kamakhyanagar
- Kankadahad
- Odapada
- Parjang

Des Weiteren gibt es 8 Tahasils:
- Bhuban
- Dhenkanal
- Gondia
- Hindol
- Kamakhyanagar
- Kankadahad
- Odapada
- Parjang

Im Distrikt befinden sich folgende ULBs: die Municipality (Dhenkanal) sowie die drei Notified Area Councils (NAC) Bhuban, Hindol und Kamakhyanagar. Außerdem sind 198 Gram Panchayats im Distrikt vorhanden.